# Equus (pel·lícula)
Equus és una pel·lícula britànicoestatunidenca de Sidney Lumet estrenada en 1977, a partir de l'obra teatral de Peter Shaffer. Aquesta pel·lícula ha estat doblada al català.

## Argument
Un psiquiatre, Martin Dysart (interpretat per Richard Burton) investiga sobre un acte cruel, els ulls de sis cavalls han estat rebentats en un estable d'Hampshire, Anglaterra. Aquesta atrocitat ha estat comesa per un adolescent de 17 anys, Alan Strang (Peter Firth).

## Repartiment
- Richard Burton: Martin Dysart
- Peter Firth: Alan Strang
- Colin Blakely: Frank Strang
- Joan Plowright: Dora Strang
- Harry Andrews: Harry Dalton
- Eileen Atkins: Hesther Saloman
- Jenny Agutter: Jill Mason
- Kate Reid: Margaret Dysart
- John Wyman: Horseman
- Elva Mai Hoover: Miss Raintree
- Ken James: Mr. Pearce
- Patrick Brymer: Pacient a l'hospital

## Premis i nominacions[calcitació]

### Premis
- 1978: Globus d'Or al millor actor dramàtic per Richard Burton
- 1978: Globus d'Or al millor actor secundari per Peter Firth
- 1978: BAFTA a la millor actriu secundària per Jenny Agutter
- 1978: BAFTA a la millor música per Richard Rodney Bennett

### Nominacions
- 1978: Oscar al millor actor per Richard Burton
- 1978: Oscar al millor actor secundari per Peter Firth
- 1978: Oscar al millor guió adaptat per Peter Shaffer
- 1978: BAFTA al millor actor secundari per Colin Blakely
- 1978: BAFTA a la millor actriu secundària per Joan Plowright
- 1978: BAFTA al millor guió per Peter Shaffer

## Al voltant de la pel·lícula
- La pel·lícula ha estat rodada amb cavalls per obtenir efectes de realisme dur.[cal citació]